# Моншаблон, Альфонс
Альфо́нс Моншабло́н (фр. Alphonse Monchablon, полное имя Xavier Alphonse Monchablon; 1835—1907) — французский художник академического стиля.

## Биография
Родился 12 июня 1835 года в городке Авиллер департамента Вогезы. Был дальним родственником другого известного художника Жана Моншаблона.
Его отец был художником-любителем и учителем; он дал Альфонсу первые уроки живописи. Затем он обучался литографии в городе Миркур. В 1856 году, учился в парижской Школе изящных искусств у Себастьяна Корню (1804—1870) и Марка Глейра. В 1862 году Моншаблон получил второе место Римской премии, а в следующем году — первое со своей картиной, изображающей Иосифа Прекрасного с его братьями. В 1866 году Альфонс Моншаблон дебютировал на Парижском салоне. Впоследствии много выставлялся; был удостоен ряда медалей, в частности, золотой медали на Всемирной выставке 1900 года в Париже.
Художник был также известен своими гравюрами для произведений Виктора Гюго. Он стал кавалером ордена Почётного легиона в 1897 году.
Умер 30 января 1907 года в Париже.
Его сын Эдуард (1879—1914) тоже был художником, получил Римскую премию живописи в 1903 году. Его дочь Габриэлла была замужем за известным флейтистом Луи Флёри, став успешной концертирующей пианисткой.

## Труды
Кроме художественных полотен, Моншаблон создал многочисленные фрески на религиозные темы; в частности, в склепе в Домреми, семинарии в Анже и в часовне Конгрегации Иисуса и Марии в Версале. Также выполнил фреску под названием «Слава Лотарингии» для амфитеатра филологического факультета Лотарингского университета в Нанси.

Некоторые работы
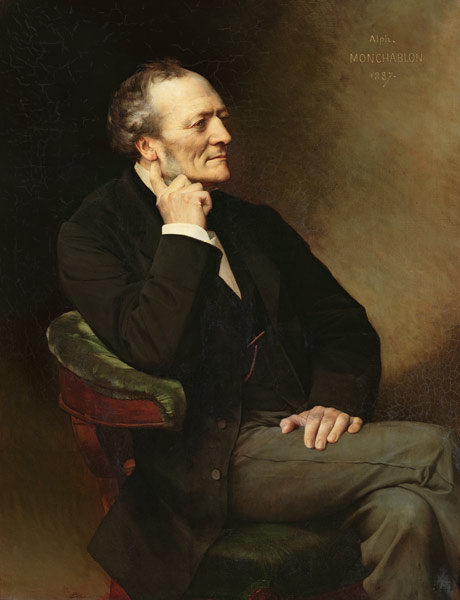
Луи Бюффе
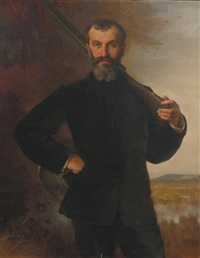
Портрет охотника
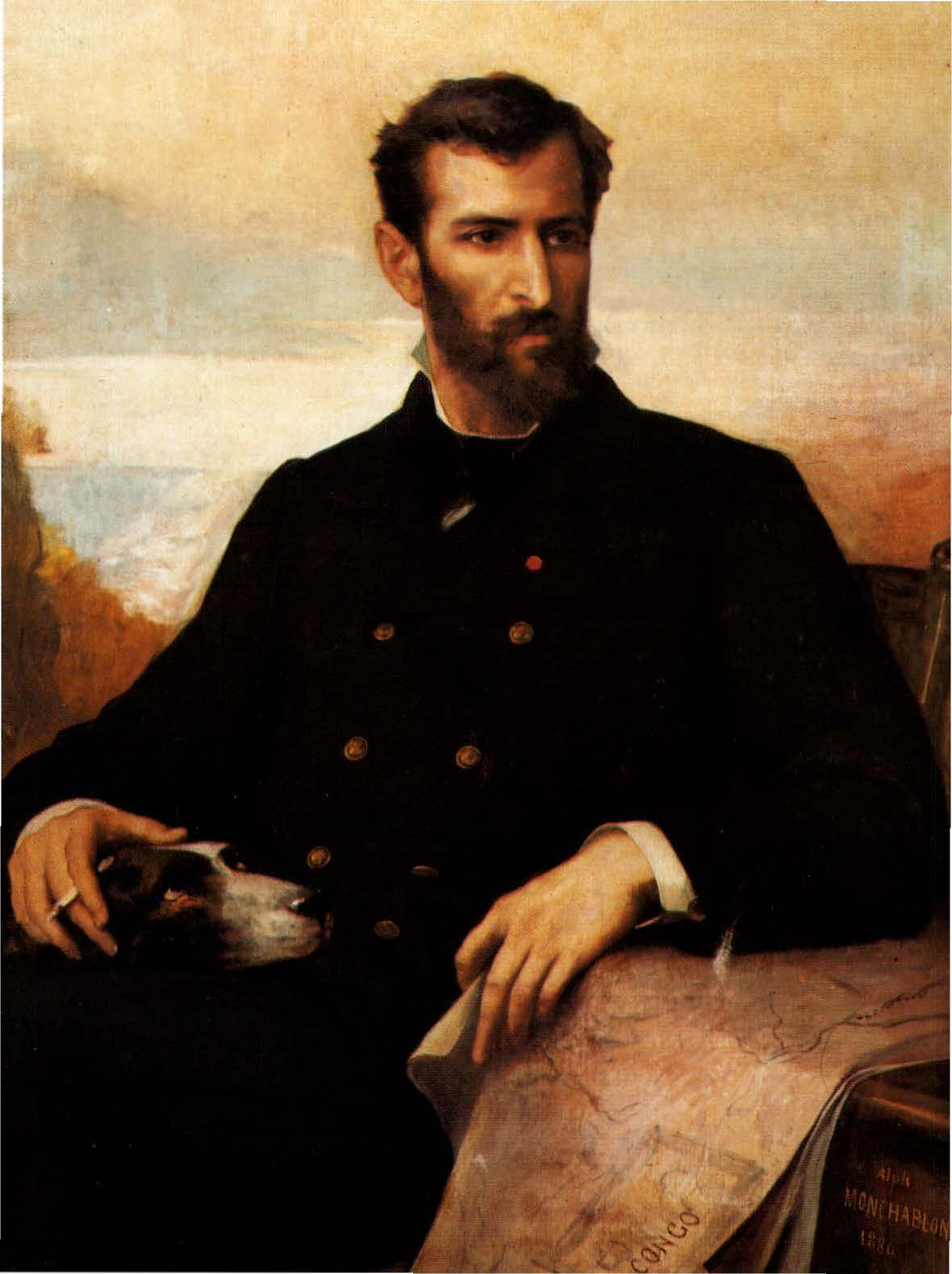
Пьер Саворньян де Бразза